# Aftonbladet
Aftonbladet (in italiano il foglio della sera) è un quotidiano serale svedese, pubblicato in formato tabloid con sede a Stoccolma.
Il quotidiano fu fondato da Lars Johan Hierta nel 1830 durante quella che viene ricordata come la modernizzazione della Svezia.
È uno dei più popolari quotidiani scandinavi di proprietà della confederazione dei sindacati Svedesi (LO) e dal gruppo norvegese Schibsted. Si autodefinisce quotidiano indipendente social-democratico. 
Benché i dati sulla tiratura non siano più ufficialmente diffusi, l'ex direttrice Sofia Olsson Olsén dichiarò una stampa di 76698 copie a maggio 2017.

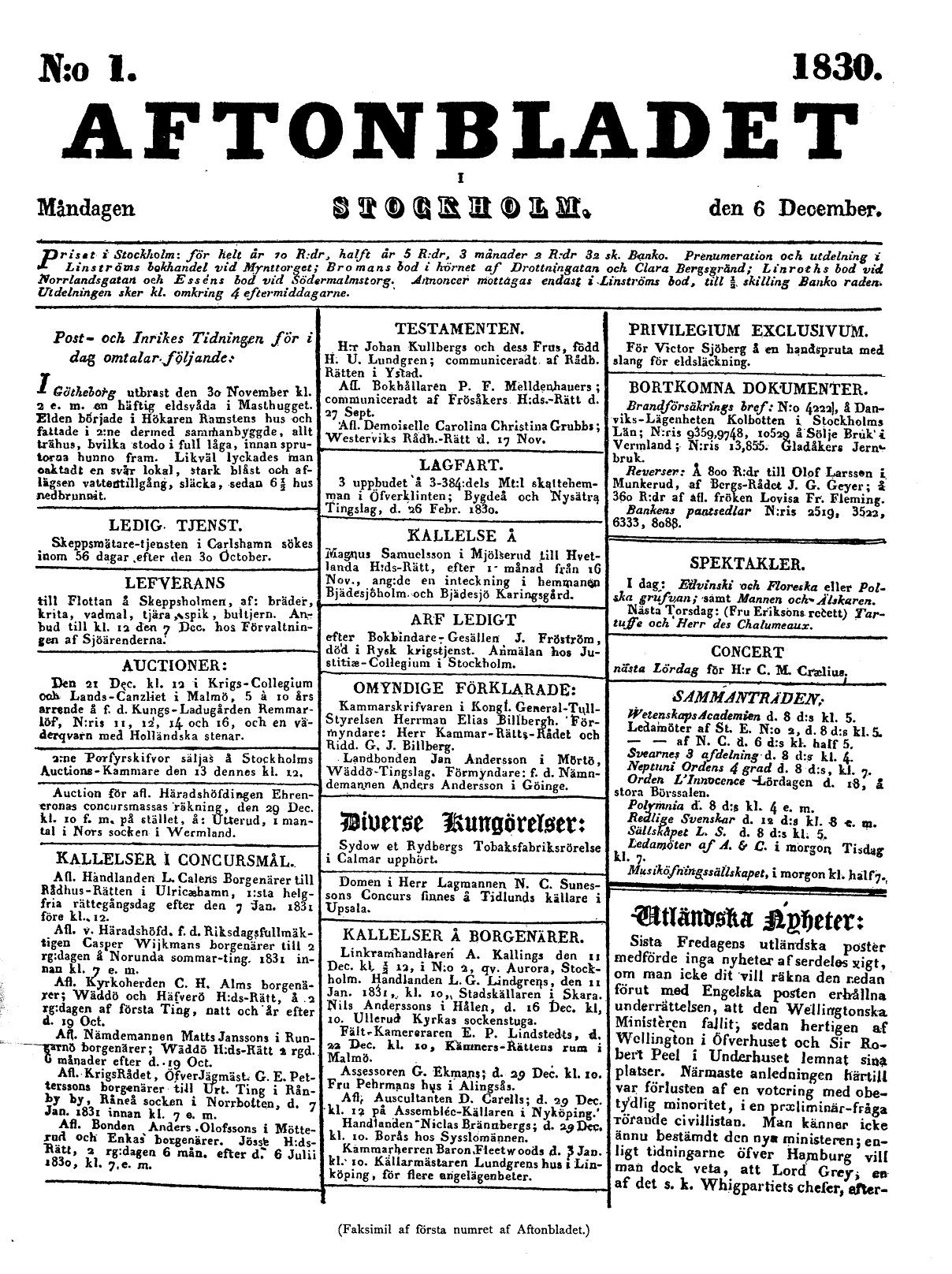
Primo numero dell'Aftonbladet del 6 dicembre 1830.